# Angulomyces argentinensis
Angulomyces argentinensis är en svampart som beskrevs av Letcher 2008. Angulomyces argentinensis ingår i släktet Angulomyces och familjen Angulomycetaceae.   Inga underarter finns listade i Catalogue of Life.